# Stenoproctus venaticus
Stenoproctus venaticus är en tvåvingeart som beskrevs av Smith 1969. Stenoproctus venaticus ingår i släktet Stenoproctus och familjen puckeldansflugor. Inga underarter finns listade i Catalogue of Life.